# کیمیا (فیلم)
کیمیا فیلمی ایرانی محصول ۱۳۷۳ به کارگردانی احمدرضا درویش است. این فیلم در سال ۱۴۰۱ در نظرسنجی ماهنامه فیلم به عنوان یکی از ده فیلم برتر جنگی تاریخ سینمای ایران انتخاب شده است.

## خلاصه داستان
در آغاز جنگ ایران و عراق، همسر رضا باردار است و باید مورد عمل جراحی قرار گیرد. رضا او را به بیمارستان می رساند و خود به اسارت قوای دشمن در می‌آید. همسر رضا حین عمل جراحی می‌میرد و شکوه جراح، فرزند رضا را نجات می‌دهد. پس از گذشت نه سال، وقتی رضا از اسارت آزاد می‌شود، پی می‌برد که همه اعضای خانواده‌اش را از دست داده است. حال او در جستجوی تنها باز مانده خود، فرزندش است. کیمیا، فرزند رضا، نزد شکوه در مشهد زندگی می‌کند. مشکل اینجاست که شکوه به طور کامل به کیمیا وابسته است...

## بازیگران
- خسرو شکیبایی
- بیتا فرهی
- رضا کیانیان
- علی اکبر شالیزادگان
- زهرا اویسی

## جوایز
- برنده جایزه ویژه هیئت داوران از سیزدهمین جشنواره فیلم فجر ۱۳۷۳
- برنده سیمرغ بلورین بهترین بازیگر نقش اول مرد از سیزدهمین جشنواره فیلم فجر ۱۳۷۳
- برنده سیمرغ بلورین بهترین جلوه‌های ویژه از سیزدهمین جشنواره فیلم فجر ۱۳۷۳
- برنده سیمرغ بلورین بهترین صدا برداری از سیزدهمین جشنواره فیلم فجر ۱۳۷۳
- نامزد بهترین کارگردانی از سیزدهمین جشنواره فیلم فجر ۱۳۷۳
- نامزد بهترین بازیگر نقش اول زن از سیزدهمین جشنواره فیلم فجر ۱۳۷۳
- نامزد بهترین بازیگر نقش دوم مرد از سیزدهمین جشنواره فیلم فجر ۱۳۷۳
- نامزد بهترین فیلمبرداری از سیزدهمین جشنواره فیلم فجر ۱۳۷۳
- نامزد بهترین موسیقی متن از سیزدهمین جشنواره فیلم فجر ۱۳۷۳
- نامزد بهترین تدوین از سیزدهمین جشنواره فیلم فجر ۱۳۷۳
- نامزد بهترین صحنه‌آرایی از سیزدهمین جشنواره فیلم فجر ۱۳۷۳
- نامزد بهترین صداگذاری از سیزدهمین جشنواره فیلم فجر ۱۳۷۳
- نامزد بهترین پوستر از چهاردهمین جشنواره فیلم فجر ۱۳۷۴